# One Day, One Dream
〈One Day, One Dream〉(원 데이 원 드림, ワン・デイ ワン・ドリーム 완 데이 완 도리무[*])는 타키 & 츠바사의 세 번째 싱글이다. 2004년 2월 11일에 에이벡스 트랙스에서 발매됐다. 

## 개요
전작에 이어서 두 번 연속으로 오리콘 싱글 차트 1위를 획득. NTV 계열 TV 애니메이션 《이누야샤》 여는 곡. 
커플링 곡에는 각각의 솔로 곡을 수록하고 있다. 또, 초도판에만 각각의 보컬이 제외된 듀엣 가라오케 버전도 수록되어 있다. 통상판은 자켓이 다르며 초도판과는 다르게 신곡을 추가 수록하고 있다. 

## 수록곡

### 초도판
| #  | 제목                                           | 작사            | 작곡                           | 편곡 | 재생 시간 |
| -- | ---------------------------------------------- | --------------- | ------------------------------ | ---- | --------- |
| 1. | 〈One Day, One Dream〉                         | 오바타 히데유키 | 요시카와 케이                  |      |           |
| 2. | 〈DEEP into BLUE〉                             | Batu Bulan      | 소가와 토모지, 스즈키 테츠히코 |      |           |
| 3. | 〈있는 그대로〉 (あるがまま)                   | 무츠미 스미요   | 사카시타 마사토시              |      |           |
| 4. | 〈One Day, One Dream〉 (TAKIZAWA PART VERSION) | 오바타 히데유키 | 요시카와 케이                  |      |           |
| 5. | 〈One Day, One Dream〉 (TSUBASA PART VERSION)  | 오바타 히데유키 | 요시카와 케이                  |      |           |
| 6. | 〈One Day, One Dream〉 (Karaoke)               |                 | 요시카와 케이                  |      |           |

### 통상판
| #  | 제목                             | 작사            | 작곡                           | 편곡 | 재생 시간 |
| -- | -------------------------------- | --------------- | ------------------------------ | ---- | --------- |
| 1. | 〈One Day, One Dream〉           | 오바타 히데유키 | 요시카와 케이                  |      |           |
| 2. | 〈DEEP into BLUE〉               | Batu Bulan      | 소가와 토모지, 스즈키 테츠히코 |      |           |
| 3. | 〈있는 그대로〉 (あるがまま)     | 무츠미 스미요   | 사카시타 마사토시              |      |           |
| 4. | 〈사랑 세계〉 (愛世界)           | 하바 히토시     | 하바 히토시                    |      |           |
| 5. | 〈One Day, One Dream〉 (Karaoke) |                 | 요시카와 케이                  |      |           |

## 미디어에서의 사용
DEEP into BLUE
- 하우스 꼬깔콘[주 4] 광고 음악.

## 차트 및 인증
| 차트               | 최고 순위 |
| ------------------ | --------- |
| 오리콘 차트 (주간) | 1         |

### 인증
| 국가                       | 인증 | 판매량/출하량 |
| -------------------------- | ---- | ------------- |
| 일본 (RIAJ)                | 골드 | 100,000^      |
| ^출하량을 기반으로 한 인증 |      |               |

### 내용주
1. ↑  후렴구의 가사에서는 영어와 일본어의 언어 유희가 사용되고 있다.
2. ↑  이마이 츠바사의 솔로 곡.
3. ↑  타키자와 히데아키의 솔로 곡.
4. ↑  하우스식품의 꼬깔콘은 롯데제과의 꼬깔콘의 모양과 형태가 거의 유사하다. 일본에서는 돈가리콘이라고 불리고 있으며 롯데제과보다 6년 빠른 1977년부터 출시되기 시작했다.

### 참조주
1. ↑  “Japanese single certifications – 타키 & 츠바사 – One Day, One Dream” (일본어). Recording Industry Association of Japan.

| TV 애니메이션 《이누야샤》 여는 곡 2003년 10월 13일 (128화) ~ 2004년 5월 24일 (153화) |                                      |                                                 |
| 이전 곡: Every Little Thing 〈Grip!〉                                                 | 타키 & 츠바사 〈One Day, One Dream〉 | 다음 곡: 시마타니 히토미 〈ANGELUS -엔젤러스-〉 |